# Heleen Weening
Heleen Weening (Groningen, 19 maart 1976) is directeur van stichting Duurzaam Den Haag. Hiervoor was ze actief als Nederlandse politica. Ze was onder andere van 11 februari tot en met 6 oktober 2012 partijvoorzitter van GroenLinks.

## Maatschappelijke loopbaan
Na het voltooien van de middelbare school in 1994 studeerde Weening bestuurskunde aan de Universiteit Twente. Zij specialiseerde zich in Europese integratie en internationale betrekkingen. 
Tijdens haar studie was ze actief binnen de JOVD. Zij werkte daarnaast als student-assistent bij de Universiteit Twente, als onderzoeker naar ontwikkelingssamenwerking in Zuid-Afrika. In 1999 liep zij stage bij het ministerie van Buitenlandse Zaken bij de afdeling Strategische Beleidsoriëntatie en werkte zij als student-onderzoeker bij Clingendael en als assistent-onderzoeker bij het T.M.C. Asser Instituut in Den Haag.  
Tussen 2000 en 2006 werkte zij aan een proefschrift bij de faculteit Techniek, Bestuur en Management aan de Technische Universiteit Delft. Tegelijkertijd was zij daar docent. Zij promoveerde in 2006 op haar proefschrift Smart Cities. Omgaan met onzekerheid. Vervolgens werkte zij als programmadirecteur van de Stichting OmslagGroep in Den Haag en als projectleider op het gebied van stedelijke mobiliteit bij het Nicis Institute, een kennisinstituut op het gebied van steden.
Momenteel is zij directeur van stichting Duurzaam Den Haag.

## Politieke carrière
In 2006 werd zij raadslid voor GroenLinks in Den Haag. Weening werd in 2008 fractievoorzitter en hield zich onder andere bezig met de portefeuilles verkeer en milieu. Zij is tevens lid van het algemeen bestuur van de Natuur- en Milieufederatie Zuid-Holland.
Op 11 februari 2012 werd ze tijdens het 30ste partijcongres gekozen tot partijvoorzitter, als opvolger van Henk Nijhof. In de verkiezing versloeg zij Arno Uijlenhoet.
De verkiezingen voor de Tweede Kamer op 12 september 2012 verliepen desastreus voor GroenLinks. De partij verloor zes van de tien zetels en kreeg de vierde zetel slechts door het restzetelsysteem. De dag erna sprak Weening en de rest van het partijbestuur uit dat er nog steeds volop vertrouwen was in politiek leider Jolande Sap. Twee dagen later trok zij intern die steun in. Het partijbestuur zegde vervolgens op 5 oktober het vertrouwen op in Sap, die  - zeer tegen haar zin - noodgedwongen dezelfde dag terugtrad. Na felle kritiek op de handelwijze van de partijtop, trad Weening op 6 oktober 2012 af als partijvoorzitter. Tegelijkertijd gaven de overgebleven leden van het partijbestuur hun functie op. Haar opvolger werd Eduard van Zuijlen.

## Huidige carrière
Sinds 2014 is ze directeur van stichting Duurzaam Den Haag. Voor de fusie met Duurzaam Den Haag in 2015 was ze ook directeur van het 
Haags Milieucentrum. Tussen 2012 en 2014 heeft ze functies bekleed als adviseur bij de Rekenkamer, interim afdelingshoofd bij Kwaliteitsinstituut Nederlandse Gemeenten en voorzitter van de Raad van Toezicht bij de Natuur en Milieufederatie Zuid-Holland

## Privé
Weening heeft een vrouw en twee kinderen.